# Амела Терзич
Амела Терзич (на сръбски: Амела Терзић) е сръбска лекоатлетка.
На европейското първенство за юноши през 2011 година печели 2 златни медала в надпреварата за 1500 и 3000 метра.
През 2011 и 2012 година печели наградата за най-добър млад спортист в Сърбия и става първия двукратен носител на наградата.
На Световното първенство за юноши през 2012 година печели сребърен медал на 1500 метра и постига национален рекорд.